# Avèze (Gard)
Avèze ist eine französische Gemeinde des Départements Gard in der Region Okzitanien. Sie ist dem Kanton Le Vigan und dem Arrondissement Le Vigan zugeteilt.

## Geographie

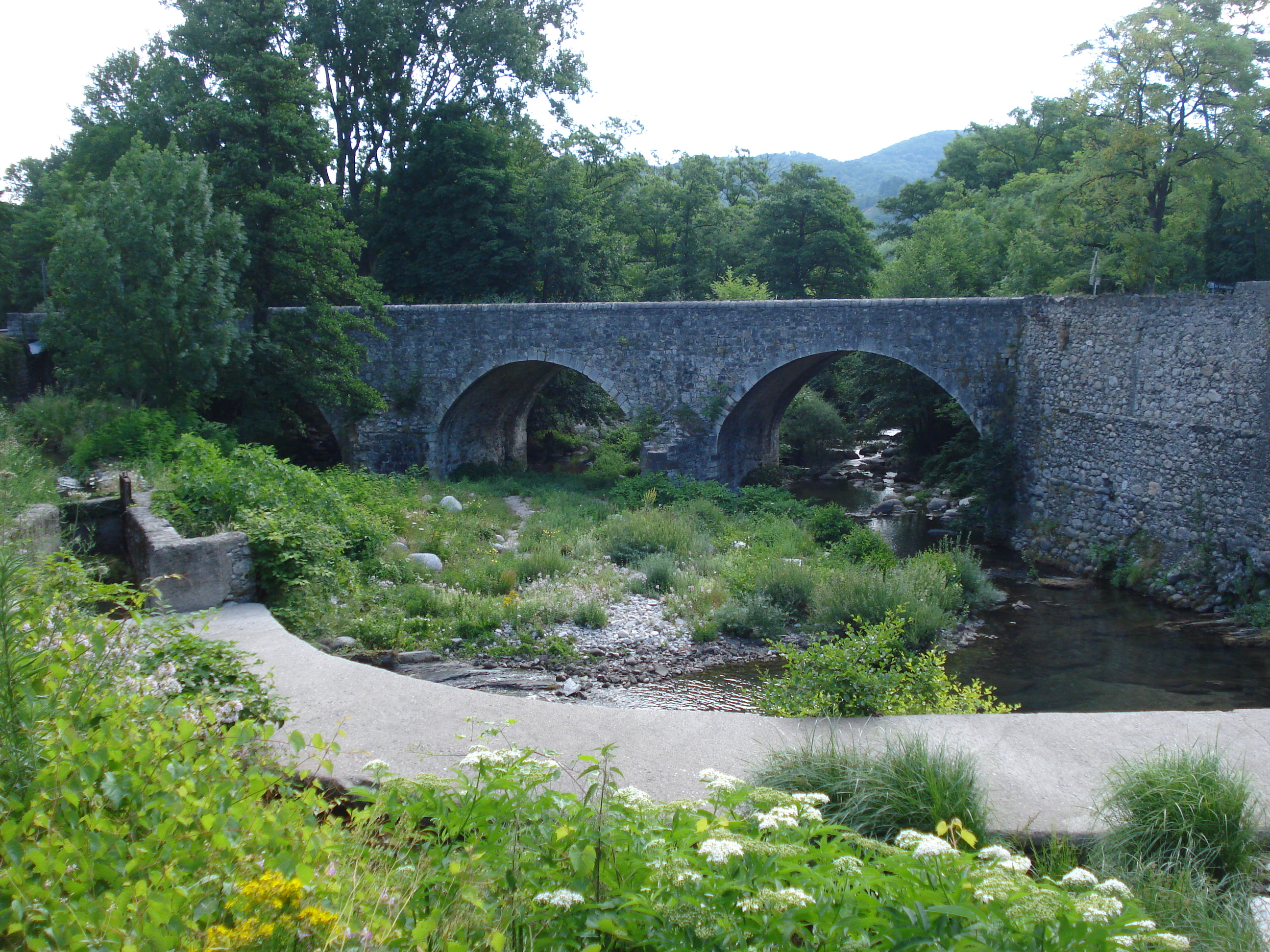
Der Fluss Coudoulous bei Avèze

Der Ort mit 1059 Einwohnern (Stand 1. Januar 2022) liegt am Südrand der Cevennen am Fuße des Mont Aigoual bei der Einmündung des Coudoulous in die Arre rund 45 Kilometer nördlich von Montpellier. Das Dorf ist kompakt gebaut; das Gemeindegebiet umfasst lediglich gut vier Quadratkilometer.

## Bevölkerungsentwicklung
| Jahr      | 1962 | 1968 | 1975 | 1982 | 1990 | 1999 | 2009 | 2017 |
| --------- | ---- | ---- | ---- | ---- | ---- | ---- | ---- | ---- |
| Einwohner | 804  | 884  | 879  | 983  | 965  | 1013 | 1073 | 1080 |